# Steigerita
La steigerita és un mineral de la classe dels fosfats. Rep el nom en honor de George Steiger (Columbia, Pennsilvània, EUA, 27 de maig de 1869 - Washington DC, EUA, 18 d'abril de 1944), químic en cap del Servei Geològic dels Estats Units.

## Característiques
La steigerita és un vanadat de fórmula química Al(VO₄)·3H₂O. Cristal·litza en el sistema monoclínic. La seva duresa a l'escala de Mohs es troba entre 2,5 i 3.
Segons la classificació de Nickel-Strunz, la steigerita pertany a «08.CE: Fosfats sense anions addicionals, amb H₂O, només amb cations de mida mitjana, RO₄:H₂O sobre 1:2,5» juntament amb els següents minerals: chudobaïta, geigerita, newberyita, brassita, fosforrösslerita, rösslerita, metaswitzerita, switzerita, lindackerita, ondrušita, veselovskýita, pradetita, klajita, bobierrita, annabergita, arupita, barićita, eritrita, ferrisimplesita, hörnesita, köttigita, manganohörnesita, parasimplesita, vivianita, pakhomovskyita, simplesita, cattiïta, koninckita, kaňkita, metaschoderita, schoderita, malhmoodita, zigrasita, santabarbaraïta i metaköttigita.
L'exemplar que va servir per a determinar l'espècie, el que es coneix com a material tipus, es troba conservat al Museu Nacional d'Història Natural, situat a Washington DC (Estats Units), amb el número de registre: c5108.

## Formació i jaciments
Va ser descoberta als Sullivan Brothers claims del districte miner de Gypsum Valley, al comtat de San Miguel (Colorado, Estats Units). També ha estat descrita en altres mines del mateix estat de Colorado, així com dels estats adjacents de Utah i Arizona. A banda dels Estats Units, també ha estat descrita en diferents dipòsits de vanadi del Kazakhstan.